# Шидловський Григорій Іванович
Григорій Іванович Шидловський (Шилов) (1688 - ?) - російський та український військовий та політичний діяч, Чугуївський воєвода (з 1727 р.)

## Походження
Рід Шидловських (Шилових) позначений як шляхетський рід Речі Посполитої, представники якого в XVI сторіччі виїхали на службу до Московської держави. В Польщі був відомий шляхетський рід Шидловських (Szydłowscy).

## Біографія
Григорій Іванович народився у 1688 році, про його батьків майже нічого не відомо, батько Іван був на державній службі. Ймовірно, батьки померли, коли їх діти, Григорій та Лаврентій, були ще малими, оскільки про їх долю дуже рано почав дбати їх дядько, Федір Володимирович Шидловський.
До Слобідської України переїхав наприкінці XVII ст. разом з братом Лаврентієм та дядьком Федором Володимировичем.
У 1708 році навчався за кордоном, у 1715 році почав працювати перекладачем в Іноземній колегії, а у 1716 році був відправлений до Копенгагена з дорученням царя Петра І.
При поверненні з Копенгагену у 1718 році був на флоті та брав участь у поході до мису Гангут (півострів Ханко, Фінляндія) в Балтійському морі. З 1718 до 1720 року був у Франції з дипломатичною місією, після повернення з Франції далі служив перекладачем при Іноземній колегії.
У 1727 році призначений воєводою у Чугуєві.

## Родинні зв'язки
Рідний брат Лаврентій, дядько Федір Володимирович Шидловський, син Василь (у 1727 році йому 3 роки).

## Маєтності
У 1727 році мав 10 дворів у Мединському та Чугуївському повітах, а також 100 дворів "вільних черкасів" в Ізюмському повіті.